# Tomophyllum hymenophylloides
Tomophyllum hymenophylloides là một loài thực vật có mạch trong họ Polypodiaceae. Loài này được (Parris) Parris mô tả khoa học đầu tiên năm 2007.